# 다 함께 부르고 싶은 노래
"다 함께 부르고 싶은 노래"는 한국에서 제작된 유현목 감독의 1979년 영화이다. 정희 등이 주연으로 출연하였고 박종찬 등이 제작에 참여하였다.

## 출연

### 주연
- 정희
- 이대근

## 기타
- 조명: 정덕규
- 미술: 김유준